# Sascha Hehn
Alexander Josef Alberto „Sascha“ Hehn (München, Németország 1954. október 11. –) német színész, a magyar nézők leginkább A klinika című filmsorozatból ismerik.

## Élete és pályafutása
Hern Albert Hern négy fia közül a 4. mely Gardy Hantingerrel közös házasságából született. Szülei elváltak és München Grünwald külvárosában élt édesanyjával. Már ötévesen debütált a Hubertusjagdban, és több filmben is szerepelt, melyben olyan szakszerűen játszotta a karaktereket, hogy végül az iskoláiban is felmentést kapott.
Az 1960-as években olyan televíziós filmekben is szerepelt, mint a The Double Nicholas és az 1971-ben bemutatott Vico Torriani Show. Később erotikus filmekben is szerepelt, úgy mint a Hausfrauen-Report, Schulmädchen-Report, Mädchen beim Frauenarzt, vagy a Blutjung und liebeshungrig című sorozatok.
A katonai szolgálat elkerülése érdekében Hehn hamis lakóhelyet jelentett be, mintha Nyugat-Berlinben lakna, emiatt öt hét börtönbüntetést kapott. 1982-ben néhány hónapon át hegyivadász katonaként szolgált a felső-bajorországi Landsberg am Lech-ben. 
1976-ban Andrew Keir mellett játszott a Goodbye, Charlie (The Outsiders) című film egyik főszerepét, valamint 1987-ben is szerepelt egy szintén nemzetközi produkcióban, melyben Gottfried vom Cramm teniszbárót játszotta az Armes reiches Mädchen című filmben, mely Barbara Hutton elbeszélése alapján készült.
Országos ismeretséget a 80-as években A klinika című filmsorozat hozta meg számára, ahol dr. Udo Brinkmann karakterét formálta meg, Klausjürgen Wussow mellett, de játszott a Das Traumshiff tévésorozatban is. 1980-ban a Salzburgi Filmfesztiválon bemutatott Shakespeare műben Barbara Sukowa partnereként láthatta színházban a közönség. 1984-ben Eugéne Scribe könyve alapján a Das Glass Wasser című vígjátékot. 1992-ben Gila von Weitershausen mellett szerepelt a Liebe auf Bewährung című hét részes családi sorozatban. 1994-ben dr. Markus Merthin szerepére kérték fel a Frauenarzt Dr. Markus Merthin című filmsorozatban. Közben újra forgatták A klinika című sorozatot, majd 2007-ben az ARD televízióban sugárzott Einmal Dieb, immer Dieb című sorozatban láthatták a nézők Jean Berlinger szerepében, aki szerelmes lesz Julia Webber (Christina Plate) óvodapedagógusba. 2012-ben Marion Kracht mellett szerepelt az Ein Sommer in Schottland című filmben. 2013-ban a ZDF-en bemutatott Lerchenberg című tévésorozatban szerepelt.

## Filmográfia
- 1959: Hubertusjagd
- 1959: Ein Sommer, den man nie vergißt
- 1960: Ein Student ging vorbei
- 1960: …und keiner schämte sich
- 1961: Drei weiße Birken
- 1962: Dicke Luft
- 1963: Reisender ohne Gepäck
- 1963: Bei uns zuhaus (TV-sorozat, 13 rész)
- 1964: Manchmal spielt der Himmel mit
- 1964: Die fünfte Kolonne (TV-sorozat, 1 rész)
- 1964: Der doppelte Nikolaus
- 1964: Und nicht mehr Jessica
- 1965: Das Mädel aus dem Böhmerwald
- 1965: Wintermärchen
- 1965: Alarm in den Bergen (TV-sorozat, 1 rész)
- 1966: Hafenpolizei (TV-sorozat, 1 rész)
- 1966: Wundersame Schustersfrau
- 1966: Im Jahre Neun
- 1968: Madame Bovary
- 1971: Schüler-Report
- 1971: Mädchen beim Frauenarzt
- 1972: Lehrmädchen-Report
- 1972: Die Klosterschülerinnen
- 1972: Hausfrauen-Report
- 1972: Blutjung und liebeshungrig
- 1972: Schulmädchen-Report. 4. rész: Was Eltern oft verzweifeln läßt
- 1973: Das Wandern ist Herrn Müllers Lust
- 1973: Blau blüht der Enzian
- 1973: Junge Mädchen mögen’s heiß, Hausfrauen noch heißer
- 1973: Was Schulmädchen verschweigen
- 1973: Schulmädchen-Report. 6. rész: Was Eltern gern vertuschen möchten
- 1973: Schloß Hubertus
- 1974: Magdalena – vom Teufel besessen
- 1975: Die Brücke von Zupanja
- 1975: Verbrechen nach Schulschluß
- 1975: Der Kommissar: Der Mord an Dr. Winter
- 1976: Auf Wiedersehen, Charlie
- 1976: Albino
- 1976: Notarztwagen 7 (TV-sorozat)
- 1977: Das Leben kann so schön sein... (Schulfernsehen)
- 1978: Hausfrauen-Report 6. Teil: Warum gehen Frauen fremd?
- 1978: Melody in Love
- 1979: Der Alte (TV-sorozat, egy rész)
- 1979–1986: Derrick (TV-sorozat, 6 rész)
- 1979: Wie Rauch und Staub
- 1979: Nackt und heiß auf Mykonos
- 1979: Austern mit Senf
- 1979: Die Protokolle des Herrn M. (TV-sorozat, 1 rész)
- 1980: Patrizia
- 1980: Kreuzberger Liebesnächte
- 1980: Kolportage
- 1981: Pinups und ein heißer Typ
- 1981: Polizeiinspektion 1 (TV-sorozat, 1 rész)
- 1981: Burning Rubber
- 1981–1991: Das Traumschiff (TV-sorozat, 15 részes)
- 1984: Rummelplatz-Geschichten
- 1985–1989: Die Schwarzwaldklinik (TV-sorozat, 68 részes)
- 1986: Hessische Geschichten
- 1987: Armes reiches Mädchen – Die Geschichte der Barbara Hutton (Poor Little Rich Girl – The Barbara Hutton Story)
- 1992: Liebe auf Bewährung
- 1992: Ein Engel für Felix
- 1993: Eine Mörderin
- 1994–1997: Frauenarzt Dr. Markus Merthin (TV-sorozat, 53 részes)
- 1999: Liebe auf Mallorca
- 2000: Liebe auf Mallorca 2
- 2001: Fremde Frauen küsst man nicht
- 2001: Liebe auf Mallorca 3
- 2001–2002: Wilder Kaiser (Fernsehserie, 3 Folgen)
- 2004: Im Tal des Schweigens
- 2005: A klinika (TV-Special)
- 2005: A klinika (TV-Special)
- 2006: Im Tal des Schweigens 2
- 2007: Einmal Dieb, immer Dieb (TV)
- 2008: Zwei Herzen und ein Edelweiß (TV)
- 2008: Das Musikhotel am Wolfgangsee (TV)
- 2011: SOKO 5113 (TV-sorozat, egy rész)
- 2012: Ein Sommer in Schottland (TV)
- 2013: Lerchenberg (TV)
- 2014: Das Traumschiff: Perth
- 2014: Das Traumschiff: Mauritius
- 2014: Kreuzfahrt ins Glück (Fernsehreihe)
- 2015: Das Traumschiff: Kanada
- 2015: Das Traumschiff: Macau
- 2015: Lerchenberg (Staffel 2)
- 2016: Das Traumschiff: Cook Islands
- 2016: Das Traumschiff: Palau
- 2017: Das Traumschiff: Kuba
- 2017: Das Traumschiff: Tansania
- 2018: Das Traumschiff: Los Angeles